# Place des Patiniers
La  Place des Patiniers  est une place de Lille, dans le Nord, en France.

## Situation et accès
Il s'agit de l'une des places du quartier du Vieux-Lille.
La "Place des Patiniers" se situe à l'embranchement de la Rue de la Clef et de la Rue des Arts. Elle est desservie par la Rue des Chats-Bossus.

## Historique
La "Place des Patiniers" semble apparaître, vers 1145, lorsque la porte de Courtrai est construite dans le périmètre de l'actuelle rue Saint-Jacques lors du premier agrandissement de Lille.